# Rineloricaria magdalenae
El alcalde, paleta o corroncho tablita (Rineloricaria magdalenae ) es una especie de pez de la familia  de los loricáridos y del orden de los siluriformes.

## Morfología
Los machos pueden alcanzar 20 cm de longitud total.

## Distribución geográfica
Originario de Sudamérica, se encuentra en la cuenca de los ríos Magdalena, Sinú y Catatumbo, en Colombia.